# Aurora Picornell
Aurora Picornell, född 1 oktober 1912 i Palma de Mallorca, Mallorca, död 5 januari 1937 i Porreres, Mallorca, var en spansk sömmerska, kommunistisk aktivist och politisk martyr.
Aurora Picornell, som fick smeknamnet ”La Pasionaria mallorquina”, var under andra spanska republiken en framstående ledare för Spaniens kommunistiska parti på Mallorca. Tillsammans med Catalina Flaquer Pascual, Antonia Pascual Flaquer, María Pascual Flaquer och Belarmina González Rodríguez arkebuserades hon utan rättegång av Francos fascister. Även hennes far, två bröder och make mördades.